# 酒井了恒
酒井 了恒（さかい のりつね）は、出羽庄内藩家老酒井了明の長男。幼名虎之進。元服して吉弥。慶應3年に家督をついでから父祖代々の通称である玄蕃。吉之丞を襲名した。諱は了恒。字（あざな）は伯通である。戊辰戦争において庄内藩二番大隊・大隊長。明治維新後、大泉県参事。
戊辰戦争において庄内藩二番大隊を指揮し、秋田方面の戦いで連戦連勝の活躍を遂げ、新政府軍から「鬼玄蕃」と呼ばれ恐れられた名将として知られている。
弟には、庄内柿の生みの親として有名な酒井調良と、書家の黒崎研堂がいる。

## 戊辰戦争における戦歴
戊辰戦争において東北諸藩は奥羽越列藩同盟を結んで新政府軍と戦ったが、庄内藩は会津藩、仙台藩、米沢藩とともにその中心となる藩の一つであった（ただし奥羽列藩同盟は会津藩と庄内藩の支援を目的としていたため、会・庄2藩は加盟していない）。庄内藩勢は当初、白河方面を救援する予定で準備を進めていたが、久保田藩や新庄藩など、秋田方面諸藩が新政府側に寝返ったため、白河救援のために移動していた約900人の部隊が急きょ舟形で合流し、新庄城を攻めることとなった。この時、北斗七星を逆さに配した「破軍星旗」の軍旗を掲げた庄内藩二番大隊を指揮していたのが、26歳の酒井了恒であった。
数に勝る新政府軍・新庄藩の連合軍に対して、数に劣る庄内藩は最新兵器と巧みな戦術で反撃した。新庄藩兵は強力な庄内藩兵を前に戦意を喪失し、新庄城から脱走したという。
新庄攻略後、久保田藩領内に北進し幾多の戦闘を繰り返し、横手城を陥落させ、角間川の戦いで大勝を挙げると、わずか2か月足らずで久保田城の目前にまで進軍した。
久保田城攻略の準備を進めている最中、同盟軍の米沢藩・仙台藩が降伏し、庄内藩領内にも敵が出没するという情勢を受け、庄内藩の部隊は一斉に撤退を開始した。これを知った新政府軍は秋田方面の兵力を増強し追撃に回ったが、了恒の見事な采配により一進一退の攻防を繰り返しながら退却を進め、庄内藩兵はほとんど犠牲者を出さずに撤退を完了させた。

## 略歴
- 1842年12月13日 - 庄内藩の家老酒井了明の長男として生れる。
- 1857年 - 軍師・秋保政右衛門に長沼流兵学を学ぶ。
- 1863年 - 庄内藩が江戸市中取締を命ぜられ番頭となる。
- 1868年 - 戊辰戦争で庄内藩第二大隊・大隊長として、新庄・秋田方面に出陣し官軍から鬼玄蕃と呼ばれ恐れられる。
- 1871年 - 大泉県参事となる。政府に仕官し兵部省七等出仕。
- 1874年 - 政府の密命で清国を偵察する。帰国後「直隷経略論」を刊行し、開拓使の黒田清隆に提出した。
- 1876年2月5日 - 肺病を患い、湯島で死去する。享年34。東京の谷中霊園に葬られている。

## 逸話
- 了恒は剣術に秀で、兵学を講ずる一方で、漢詩を詠み、書を嗜み、雅楽に通じ、笛の名手であったという。転戦先においても「戊辰役二十絶」を詠むなど、その多才ぶりを発揮している。
- 鬼玄蕃と恐れられた了恒だが、実際の性格は温和で慈悲深かったといわれる。味方の若い兵を気遣うだけでなく、占領地の孤児や窮民を救済したり、乱暴狼藉や窃盗を厳しく戒め、敵兵の死骸も手厚く埋葬したという。そのため敵方の武士にさえその遺芳が語り継がれ、百姓からは「庄内様庄内様」と慕われたという。
- 肺を病む身でありながら、陣中では常に兵らと同じものを食べ、寝る時も軍装をゆるめず決してわらじを脱がなかった。雨が降ればまず部下を先に屋内に入れ、斥候を出せばその帰投復命するまで夜通しでも眠らなかった。玄蕃のこうした大将ぶりを見た兵たちは感激し、玄蕃を隊長に戴いたことを無上の誇りとしたという。
- 新庄を攻略した際、玄蕃のもとに十二歳の少年が捕虜となって引き立てられたという。玄蕃はその少年をあわれみ、天を仰いで「涙闌干」と泣き、自らいましめを解いて路銀を与え、ねんごろにさとして親兄弟のもとに走りなさいと放免した。そして少年の波乱の運命を嘆き一詩を賦したという。その少年は、後の首相小磯国昭の叔父であり、国昭の伝記にも記されている。
- 久保田藩領において刈和野の地（現在の秋田県大仙市内）を占領した際、玄蕃は風邪をこじらせて倒れてしまった。玄蕃が病床に伏している間、松山・仙台藩兵が刈和野を守っていたが隙をつかれて敵方に奪回されてしまった。そこで玄蕃は翌日輿に乗って指揮をとり、これに鼓舞された二番大隊は刈和野を再び奪回したという。
- 後の首相となり、日露戦争を勝利に導いた宰相となる長州藩士桂太郎が、この戦いに新政府軍の隊長として参加している。敵情視察や偵察任務、連絡役など後方支援に従事していたため、桂自身はかすり傷1つ負わなかったといわれるが、数で勝るはずの新庄での戦いに敗れ、久保田藩領内でも庄内藩に負け続け、延々と逃げ回ることになり、庄内藩が降伏した時には、桂の部下約200名の半数近くが死傷していたという。
- 薩摩藩参謀であった大山格之助が、明治維新後に東京で了恒に会った際、「あの鬼玄蕃の勇名をほしいままにした足下が、容貌のかくも温和で婦人にも見まほしい美少年（よかちご）であろうとは……」と驚嘆したという。
- 政府の密命により清国を偵察した後、地理、気候風土、言語、食糧事情、歴史的な背景や影響など様々な観点から日本が中国大陸において戦争を行うことに問題が生じることを指摘している。その指摘の多くが後の戦争において的中することになるという。

## 親族一族
- 祖父：酒井了安
- 伯父：酒井右京 - 庄内藩家老
- 父：酒井了明 - 庄内藩家老
- 弟：酒井調良 - 大泉県参事
- 妹：白井久井 - 婦人運動家
- 弟：黒崎研堂 - 書家
- 甥：酒井駒太郎 - 園芸家
- 大甥：酒井駿次 - 園芸家
- 甥：黒崎幸吉 - 聖書学者